# Chassigny-sous-Dun
Chassigny-sous-Dun és un municipi francès, situat al departament de Saona i Loira i a la regió de Borgonya - Franc Comtat. L'any 2007 tenia 588 habitants.

## Demografia

### Població
El 2007 la població de fet de Chassigny-sous-Dun era de 588 persones. Hi havia 227 famílies, de les quals 48 eren unipersonals (16 homes vivint sols i 32 dones vivint soles), 84 parelles sense fills, 91 parelles amb fills i 4 famílies monoparentals amb fills.
La població ha evolucionat segons el següent gràfic:
Habitants censats

### Habitatges
El 2007 hi havia 317 habitatges, 231 eren l'habitatge principal de la família, 70 eren segones residències i 17 estaven desocupats. 307 eren cases i 10 eren apartaments. Dels 231 habitatges principals, 202 estaven ocupats pels seus propietaris, 24 estaven llogats i ocupats pels llogaters i 5 estaven cedits a títol gratuït; 1 tenia una cambra, 4 en tenien dues, 15 en tenien tres, 49 en tenien quatre i 162 en tenien cinc o més. 183 habitatges disposaven pel capbaix d'una plaça de pàrquing. A 95 habitatges hi havia un automòbil i a 121 n'hi havia dos o més.

### Piràmide de població
La piràmide de població per edats i sexe el 2009 era:
| Homes | Edats   | Dones |
| ----- | ------- | ----- |
| 0     | 95 o +  | 0     |
| 0     | 90 a 94 | 4     |
| 8     | 85 a 89 | 8     |
| 0     | 80 a 84 | 0     |
| 12    | 75 a 79 | 8     |
| 16    | 70 a 74 | 20    |
| 12    | 65 a 69 | 12    |
| 20    | 60 a 64 | 16    |
| 4     | 55 a 59 | 8     |
| 24    | 50 a 54 | 24    |
| 12    | 45 a 49 | 16    |
| 28    | 40 a 44 | 12    |
| 24    | 35 a 39 | 12    |
| 32    | 30 a 34 | 16    |
| 12    | 25 a 29 | 28    |
| 4     | 20 a 24 | 12    |
| 12    | 15 a 19 | 20    |
| 16    | 10 a 14 | 24    |
| 24    | 5 a 9   | 20    |
| 28    | 0 a 4   | 16    |

## Economia
El 2007 la població en edat de treballar era de 367 persones, 272 eren actives i 95 eren inactives. De les 272 persones actives 262 estaven ocupades (143 homes i 119 dones) i 10 estaven aturades (3 homes i 7 dones). De les 95 persones inactives 51 estaven jubilades, 22 estaven estudiant i 22 estaven classificades com a «altres inactius».

### Ingressos
El 2009 a Chassigny-sous-Dun hi havia 234 unitats fiscals que integraven 611 persones, la mediana anual d'ingressos fiscals per persona era de 16.967 €.

### Activitats econòmiques
Dels 26 establiments que hi havia el 2007, 2 eren d'empreses de fabricació d'altres productes industrials, 7 d'empreses de construcció, 2 d'empreses de comerç i reparació d'automòbils, 4 d'empreses d'hostatgeria i restauració, 4 d'empreses immobiliàries, 6 d'empreses de serveis i 1 d'una empresa classificada com a «altres activitats de serveis».
Dels 9 establiments de servei als particulars que hi havia el 2009, 2 eren paletes, 3 fusteries, 1 lampisteria i 3 restaurants.
L'any 2000 a Chassigny-sous-Dun hi havia 36 explotacions agrícoles que ocupaven un total de 1.056 hectàrees.

## Equipaments sanitaris i escolars
El 2009 hi havia una escola elemental.

## Poblacions més properes
El següent diagrama mostra les poblacions més properes.